# Jindřich Fröde

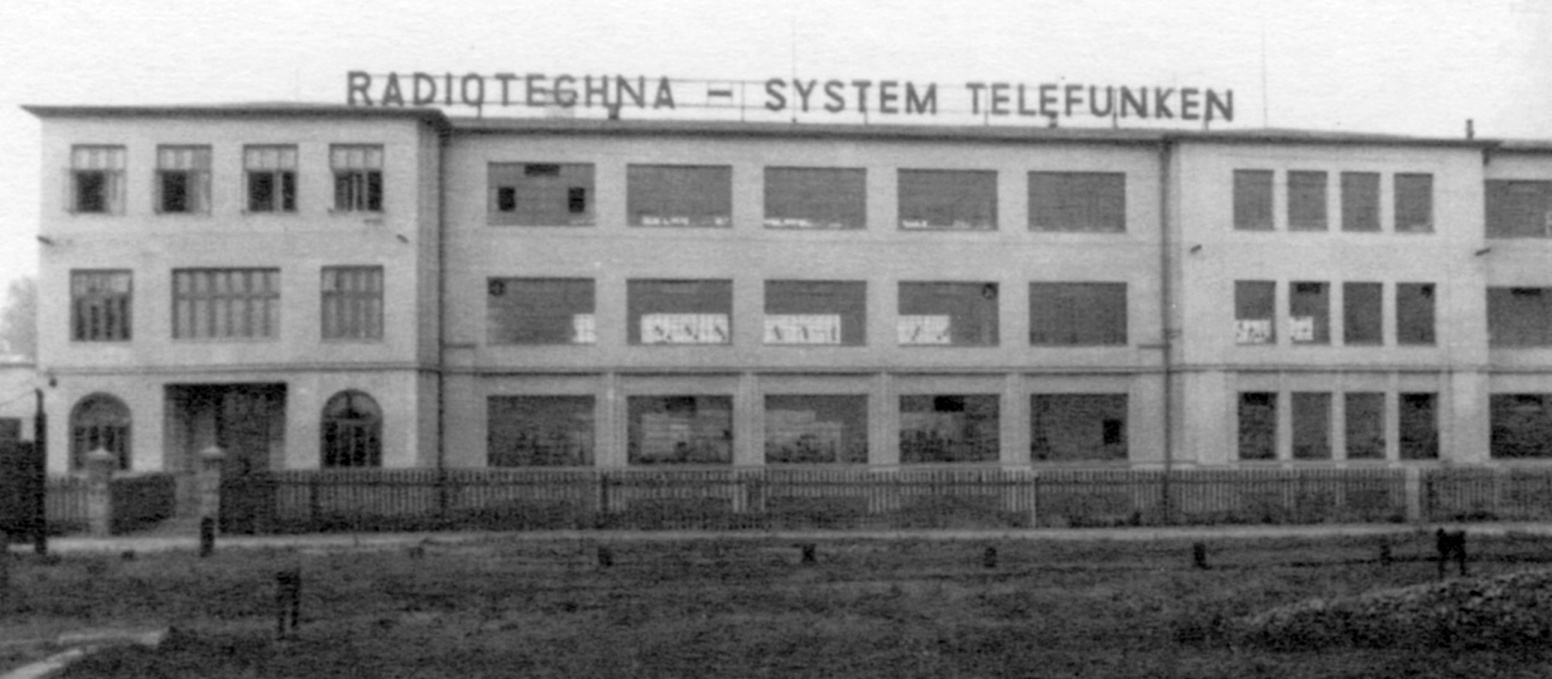
Továrna, kde Jindřich Fröde pracoval jako revizor

Jindřich Fröde, křtěný Jindřich Ferdinand (24. prosince 1900 Žamberk – 13. února 1942 koncentrační tábor Mauthausen) byl za protektorátu aktivní v protiněmeckém domácím odboji. Patřil do skupiny lidí zajišťujících ilegální agenturní rádiové spojení s Londýnem a Moskvou. Jednalo se o skupinu spolupracovníků soustředěných kolem profesora Vladimíra Krajiny a sovětského zpravodajského rezidenta GRU majora letectva RNDr. Josefa Jedličky.

## Život

### Rodinné zázemí
Jindřich Fröde se narodil na Štědrý den 24. prosince 1900 v Žamberku v rodině truhláře Antonína Frödeho a jeho ženy Gabriely rodem Michaličkové, dcery továrního tkadlce rovněž z Ústí.. Zde se také vyučil hodinářem a zlatníkem. V roce 1920 nastoupil vojenskou službu v Hradci Králové, kde se seznámil se svojí budoucí manželkou Julií Novákovou. Spolu s ní se pak v roce 1924 přestěhoval do Přelouče (Smetanova 781). Tady vykonával funkci revizora u místní firmy Radiotechna Přelouč a kromě řemesla hodinářského se stal i radiotechnikem. Postupem času přišli na svět potomci: syn Jindřich a dcera Vlasta. Před druhou světovou válkou byl členem sociálně demokratické strany.

### Josef Jedlička
Na jaře 1940 vybudovali podplukovník Josef Balabán, podplukovník Josef Mašín a štábní kapitán Václav Morávek zpravodajskou ústřednu označovanou jako ON + ÚVOD (tj. Obrana národa + Ústřední vedení odboje domácího). Sem plynuly nejrůznější informace vojenského, politického a hospodářského charakteru prakticky z celého území protektorátu. Na tuto ústřednu se počátkem léta 1940 přímo napojila ilegální zpravodajská odbojová skupina Julek. Ta byla řízena sovětským rezidentem GRU majorem letectva RNDr. Josefem Jedličkou a jejími členy byli především bývalí pracovníci Vojenského zeměpisného ústavu (VZÚ) a Památníku národního odboje. Zpravodajské informace získané skupinu Julek poskytoval Josef Jedlička jak představitelům ÚVODu (odtud pak byly dodávány do zahraničního československého ústředí v Londýně) tak i pražské rezidentuře sovětské GRU, odkud byly odesílány do centrály GRU v Moskvě).

### JackaMagda
Počátkem jara 1941 dostal major RNDr. Josef Jedlička od pražského generálního konzulátu SSSR dvě ilegální krátkovlnné radiové stanice HAR FX 10 americké výroby. Jejich provoz (přesněji: radiové spojení Jedličkovy pražské rezidentury s moskevskou centrálou GRU) zahájil Josef Jedlička koncem června 1941 prostřednictvím (za tímto účelem sestavené) radiotelegrafické skupiny. Obě vysílačky fungovaly v éteru pod krycím označením Jack a Magda.

### Julek
Členem ilegální zpravodajské protinacistické skupiny Julek, která se vytvořila kolem sovětského rezidenta majora letectva RNDr. Josefa Jedličky z Prahy se Jindřich Fröde stal začátkem ledna 1941. Tato skupina byla napojena na Ústřední vedení odboje domácího (ÚVOD). Radiotechnické zkušenosti a praxe získaná u firmy Radiotechna Přelouč předurčila Jindřicha Fröde k funkci opraváře poškozených radiostanic a krom toho se též podílel na vysílání Jedličkovy ilegální stanice Magda. Tou byly přenášeny zakódované zpravodajské informace za hranice protektorátu do SSSR (a dostávaly se též jinými cestami do Londýna).

### Členové skupiny a jejich úlohy
Šifrování radiových depeší a jejich dešifrování prováděl pracovník Mineralogického oddělení Národního muzea Doc. RNDr. Radim Nováček. Vhodná místa k vysílání jakož i bezpečnost provozu radiových stanic zajišťovali řidič Ladislav Stříbrský a zahradník Jaroslav Toufar. Jedním z operátorů byl i František Chyba, který od července 1941 do září 1941 obsluhoval jednu z těchto Jedličkovo vysílacích stanic a pomocí ní udržoval radiový kontakt s Moskvou. (V uvedeném období realizoval se sovětskou stranou minimálně 9 relací.) Dalšími z operátorů byli Bohumil Bachura a český radioamatér, světoběžník a spisovatel Otakar Batlička (krycí jméno Svoboda). Ten byl pro odboj získán prostřednictvím svého bývalého spolužáka, akademického malíře majora Emanuela Prülla. Radiotelegrafickou skupinu ON - východ vedl bývalý československý důstojník major Ing. Vladimír Ellner soustřeďující zprávy a připravující texty depeší. Do skupiny náleželi i manželé František a Olga Vojáčkovi a fráter Emauzského kláštera Antonín Němeček.

### Spojení s Moskvou
Spojení s Moskvou bylo kódováno šifrovacím klíčem založeným na textech v knize spisovatele Vojtěcha Martínka Než se kořeny uchytí. Hlavní radiový operátor František Chyba používal v éteru různé volací znaky: v sudé dny HA + jedno volitelné písmeno, zatímco v liché dny byl užíván volací znak YU + jedno volitelné písmeno. Vysílalo se na vlnách 47, 48, 61 nebo 65 metrů z různých míst (půdní ateliér Emanuela Prülla na Smíchově v Pecháčkově ulici číslo 13; prostory areálu Emauzského kláštera; na Kutnohorsku; ...) Protější radiová stanice na sovětské straně užívala volací znak FKX (kde poslední písmeno (X) se měnilo podle krycího jména aktuálního operátora stanice) a operovala na vlně 46 nebo 53 metrů. Radiotelegrafista Jindřich Fröde (po Františku Chybovi druhý radiový operátor) používal v éteru také různé volací značky: v sudých dnech IR + jedno volitelné písmeno, v lichých dnech IO + jedno volitelné písmeno. Jindřich Fröde disponoval krystaly pro frekvence 5347 kHz (vlna 56 metrů) a 4618 kHz (vlna 65 metrů).

Spolupracovníci v odboji
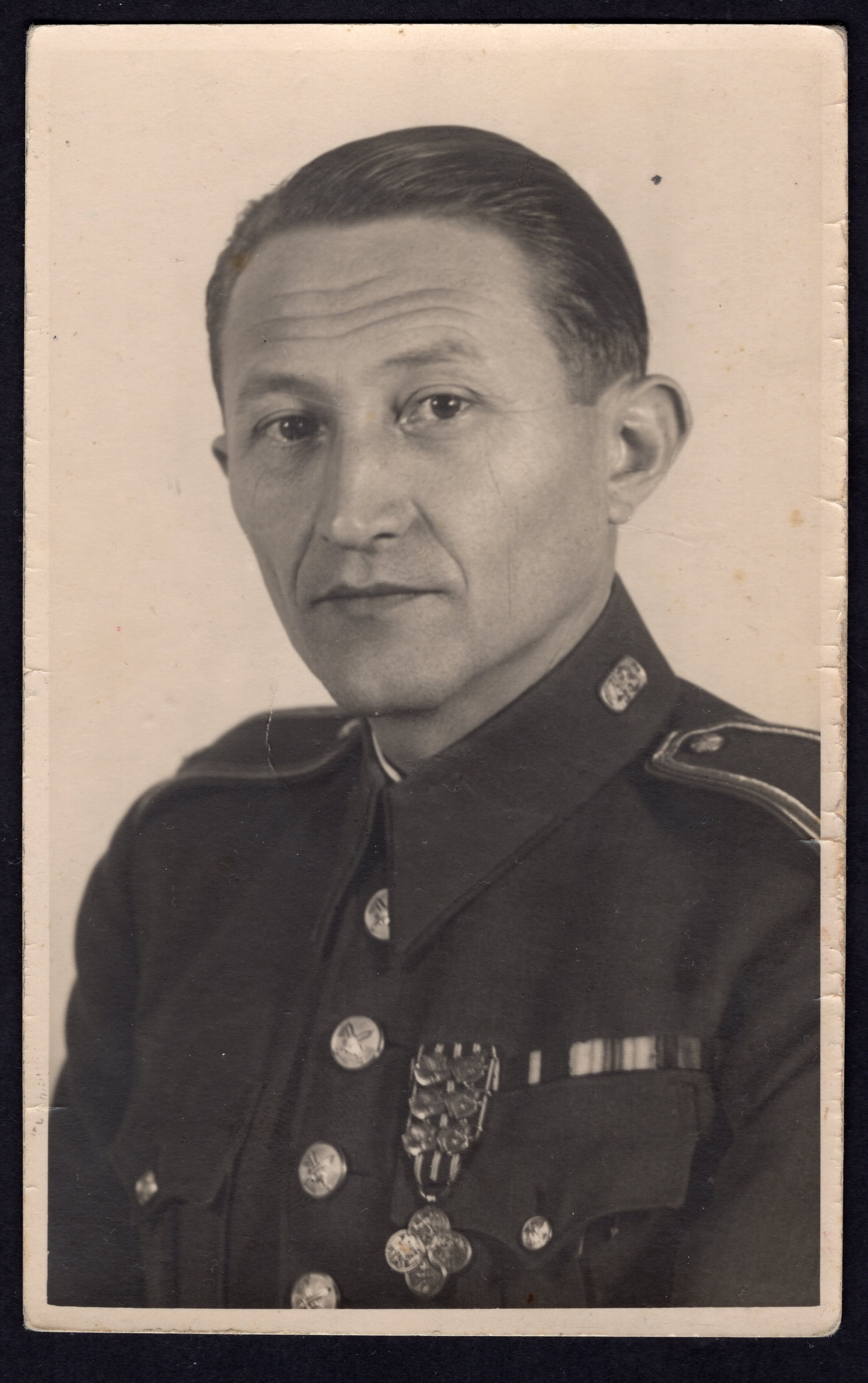
Josef Jedlička
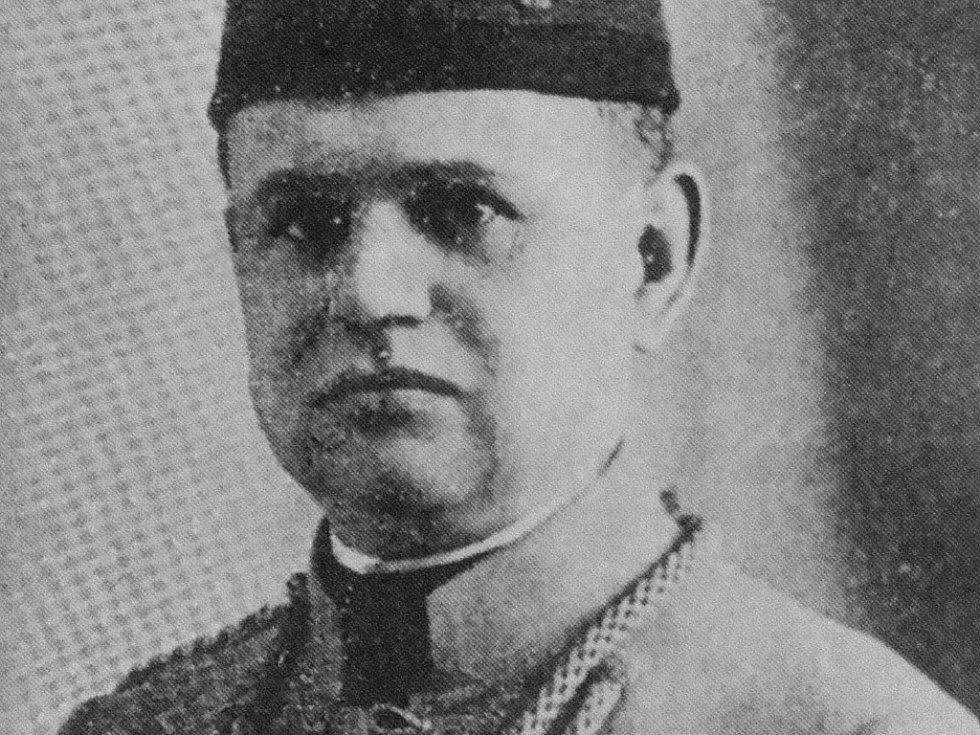
Bohumil Bachura
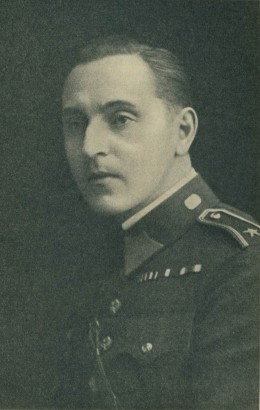
Emanuel Prüll

### Zatýkání
V sobotu 9. října 1941 kolem 02:30 nad ránem byl na pražské Letné v konspiračním bytě klempíře Josefa Rozuma zatčen Josef Jedlička. Po zatčení Josefa Jedličky spustilo gestapo další vlnu výslechů, razií a zatýkání a to především těch osob, které byly ve spojení s Radiotelegrafickou skupinou ON – východ a s odbojovou skupinou Julek. Šifrant RNDr. Radim Nováček byl zatčen 10. října 1941. Radisté František Chyba a Otakar Batlička byli zatčeni 14. října 1941; Jaroslav Toufar, Ludvík Stříbrský a radista Ing. Jaroslav Kleiner byli zatčeni 16. října 1941. Kdy, kde a za jakých okolností byl zatčen elektrotechnik a radista Jiří Řanda, není známo.
V souvislosti se zatčením Jedličky večer 13. října 1941 vtrhlo pardubické gestapo do domu (v Přelouči ve Smetanově ulici 781) radiového mechanika Jindřicha Fröde. Podle rozkazu pražské centrály měli pardubičtí příslušníci zásahové jednotky nalézt v domě ukrývanou ilegální radiostanici. Teprve pod pohrůžkou zatčení ostatních členů rodiny (manželky a obou dětí) prozradil Jindřich Fröde úkryt vysílačky. (Byla umístěna na půdě, odkud Fröde často i vysílal.) Zatčený Jindřich byl nad ránem odvezen do Kolína, a následně pak do pražské německé věznice na Pankráci, kde byl podroben zostřeným výslechům. V době mezi 15. listopadem 1941 až 6. únorem 1942 byl vězněn v policejní věznici gestapa v Malé pevnosti Terezín.
Moji drazí, vede se mi dobře, jsem zdráv, doufám, že vy také. Mohu dostat jeden vánoční potravinový balíček, musí ale vážit jen do 1 kg, jinak mi nebude doručen. Zdraví a líbá váš Jindra
Jindřich Fröde, poštovní lístek z Malé pevnosti Terezín, 

### Soud, ...
V nepřítomnosti byl v Praze na Pankráci německým stanným soudem dne 19. ledna 1942 odsouzen k trestu smrti. Jindřich Fröd byl z Malé pevnosti Terezín deportován 6. února 1942 do koncentračního tábora Mauthausen, kde byl v pátek 13. února 1942 ve 13 hodin 13 minut popraven.

## Vyznamenání
Po skončení druhé světové války byl dne 20. října 1945 Jindřichu Fröde udělen za hrdinství v protifašistickém odboji Československý válečný kříž 1939.

## Připomínka

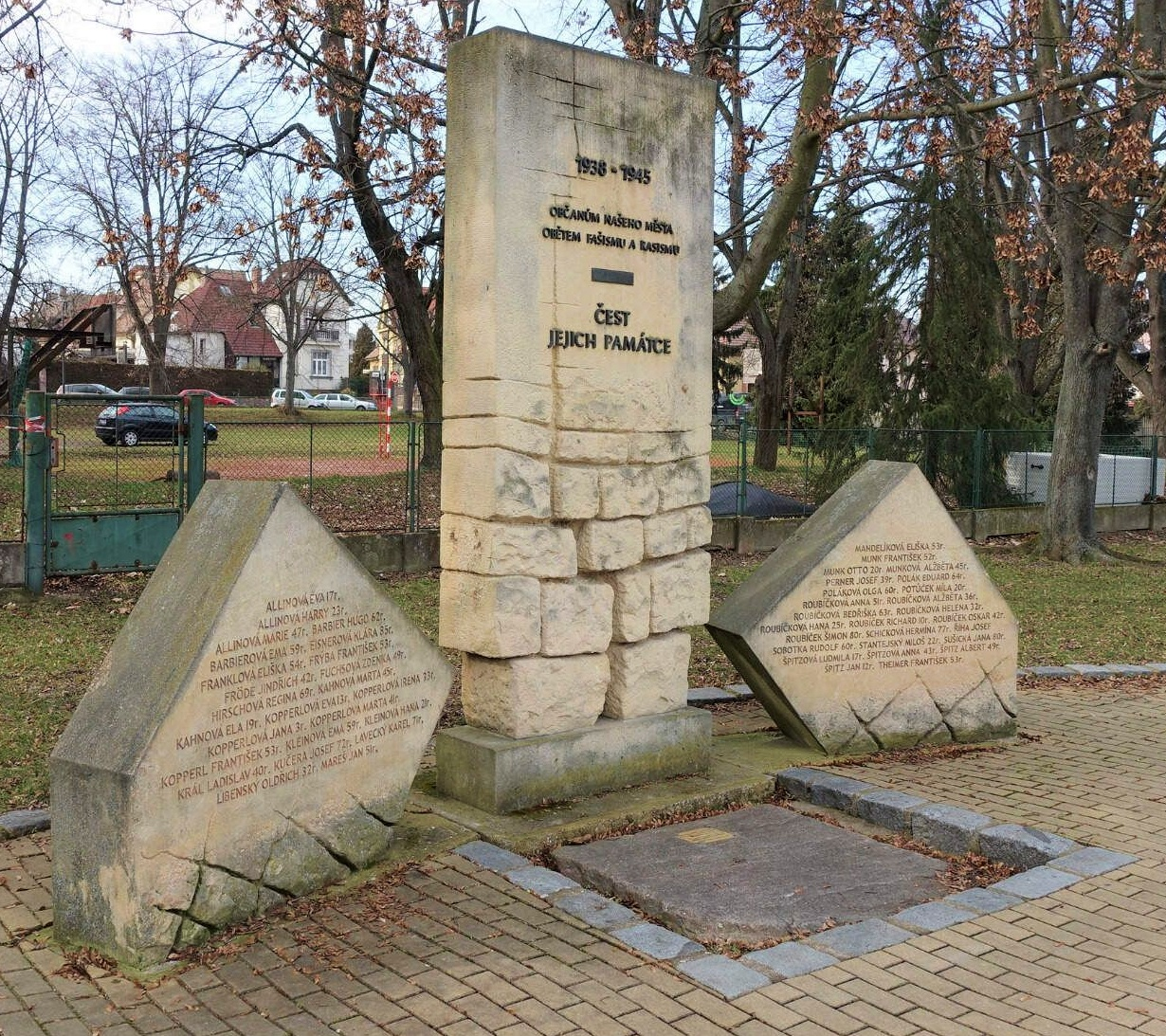
Památník v Přelouči

V Přelouči v parku nacházejícím se mezi Kulturním a informačním centrem města Přelouče (a také letním kinem; adresa: Pardubická 687, 53501 Přelouč) a Sokolovnou (adresa: Pardubická 734, 535 01 Přelouč) je umístěn pomník věnovaný 51 obětem fašismu a rasizmu z let 1938 až 1945 (tedy obětem převážně z období druhé světové války). Základní žulový kámen pomníku pochází z bývalého lomu Hluboká situovaného v blízkosti zaniklé osady Ležáky, která byla 24. června 1942 vypálena nacisty. Tento základní kámen byl slavnostně uložen 9. května 1947 a později znovu uložen 7. května 2004. Vlastní pomník je tvořen trojicí pískovcových kvádrů. Ten prostřední nese nápis: „1938 - 1945 / OBČANŮM NAŠEHO MĚSTA / OBĚTEM FAŠISMU A RASISMU // ČEST / JEJICH PAMÁTCE“. Po stranách (vlevo a vpravo) od centrálního kvádru jsou umístěny na koso postavené kvádry se jmény obětí. Na kvádru vlevo je uvedeno jméno (FRÖDE JINDŘICH 42r.).

## Historický dovětek
V pátek dne 13. února 1942 bylo v KT Mauthausen popraveno celkem jedenáct Čechů. Jednalo se o vůbec první takovouto hromadnou popravu Čechů v tomto koncentračním táboře. Všech jedenáct obětí bylo (za značných bolestí) přesně v tříminutových intervalech postupně usmrcováno vpichem benzinové injekce do srdeční krajiny. Jejich těla byla následně zpopelněna v krematoriu uvnitř koncentračního tábora. Jejich popel byl poté vynesen v sudech a nepietně vysypán z náspu do prostoru mimo koncentrační tábor.
Zde je chronologický seznam popravených Čechů:
- 15.10: Radiotelegrafista František Chyba (ve věku 27 let) z Prahy - Radotína; (v knize zemřelých uveden pod pořadovým číslem 101); (vězeňské registrační číslo 5812)
- 15.13: Radiotelegrafista Jindřich Fröde (ve věku 41 let) z Přelouče; (vězeňské registrační číslo 5792)
- 15.16: Otakar Batlička (ve věku 46 let); (v knize zemřelých uveden pod pořadovým číslem 103); (vězeňské registrační číslo 5817)
- 15.19: Zahradník Jaroslav Toufar (ve věku 38 let); (vězeňské registrační číslo 5811)
- 15.22: Klempíř Josef Rozum (ve věku 67 let) z Prahy-Bubenče; (ukrýval profesora Vladimíra Krajinu a majora letectva RNDr. Josefa Jedličku); (v knize zemřelých uveden pod pořadovým číslem 105)
- 15.25: Student Miroslav Prokop (ve věku 21 let) z Prahy - Jinonic; (vězeňské registrační číslo 5798)
- 15.28: Radiotelegrafista Jiří Řanda (ve věku 27 let) z Prahy - Holešovic; (v knize zemřelých uveden pod pořadovým číslem 107)[18]
- 15.31: Ing. Jaroslav Kleiner (ve věku 37 let); (vězeňské registrační číslo 5805)
- 15.34: Antonín Springer (ve věku 31 let) - čalounický mistr v dílnách barrandovských filmových ateliérů; (v knize zemřelých uveden pod pořadovým číslem 109)
- 15.37: Ludvík Stříbrský (ve věku 35 let); (vězeňské registrační číslo 5797)
- 15.40: Univerzitní profesor Radim Nováček (ve věku 36 let); (spolu s profesorem Vladimírem Krajinou vybudoval první fungující radiové spojení s Londýnem); (v knize zemřelých uveden pod pořadovým číslem 111); (vězeňské registrační číslo 5809)

11 obětí v KT Mauthausen (pátek 13. února 1942)
František Chyba
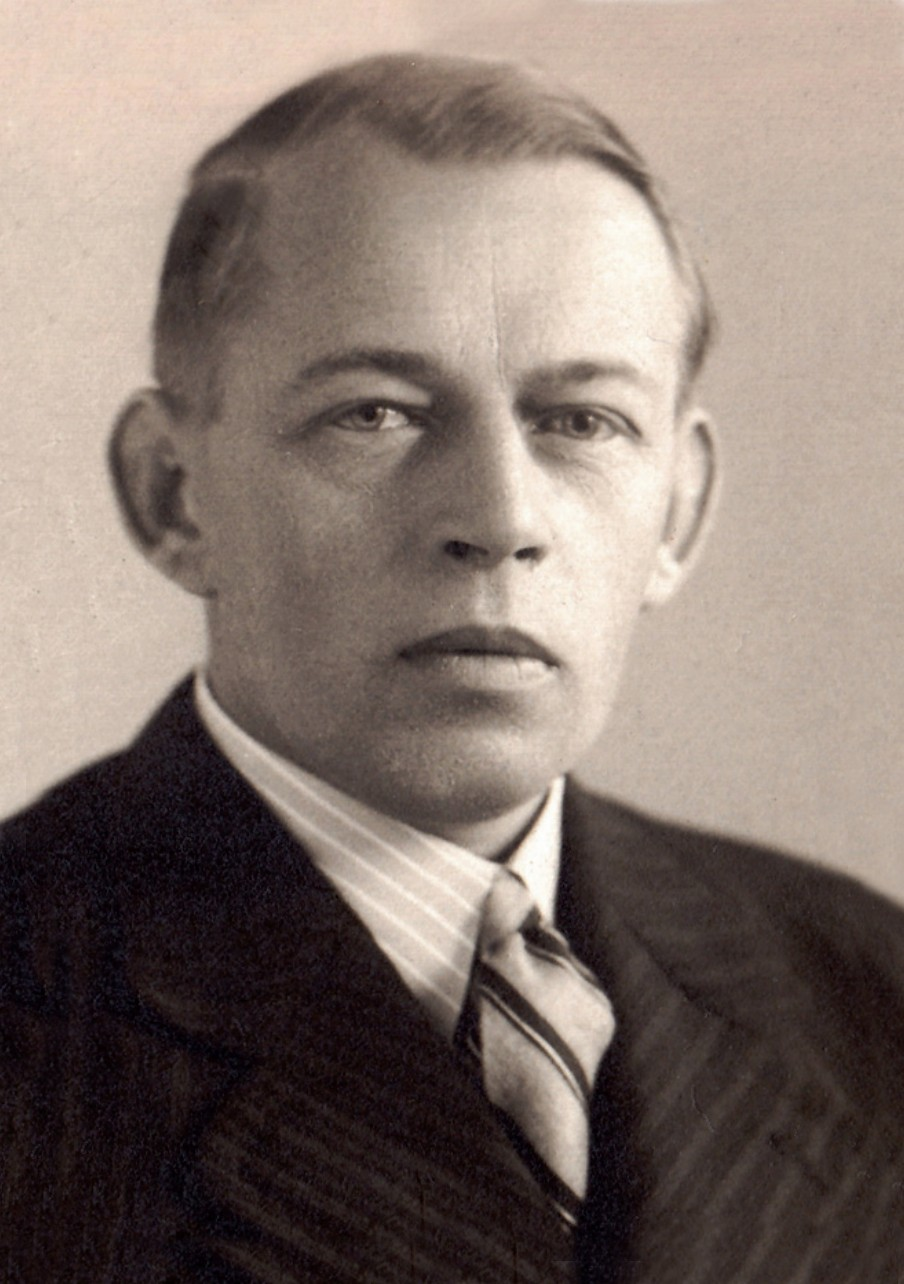
Jindřich Fröde
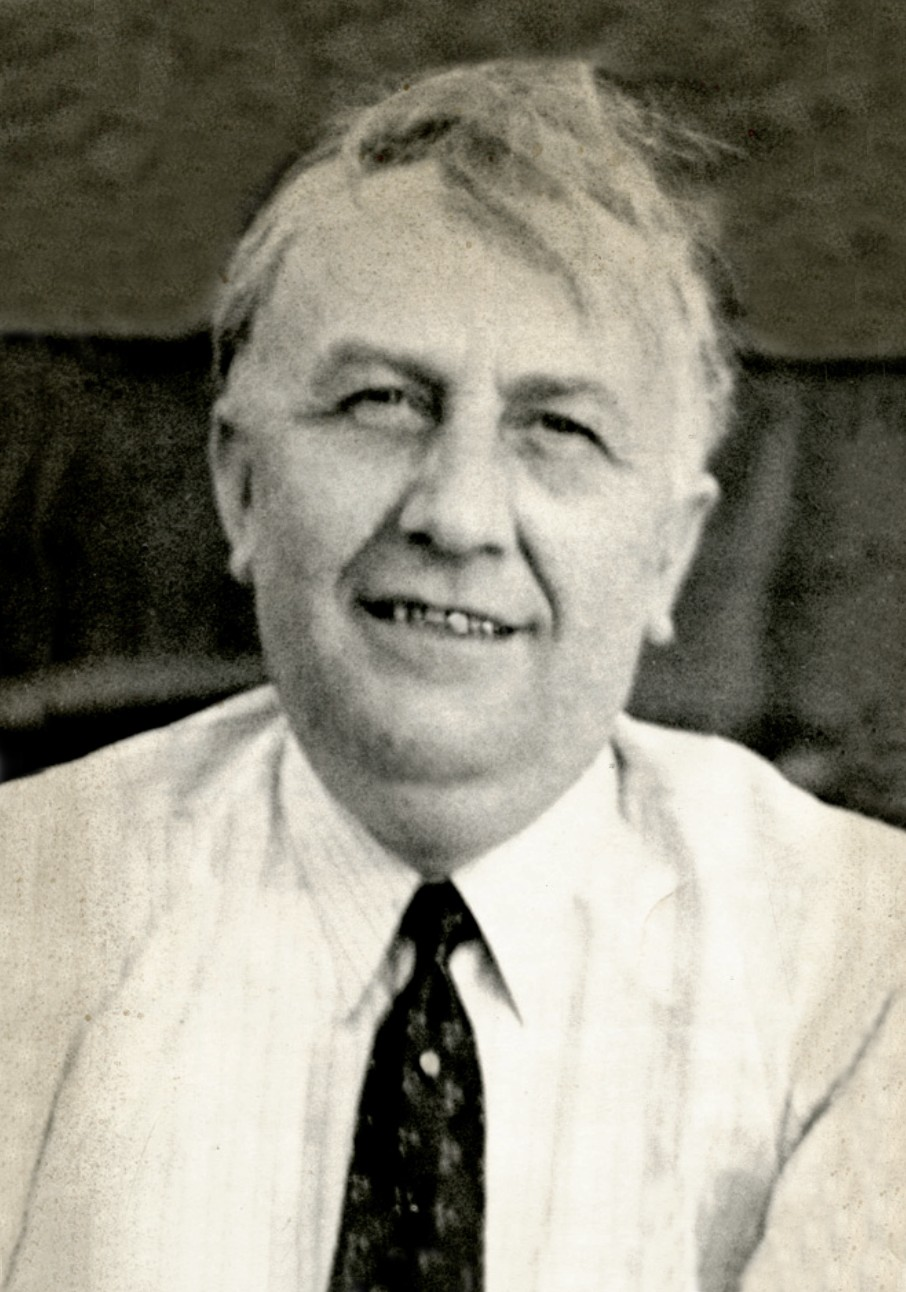
Otakar Batlička
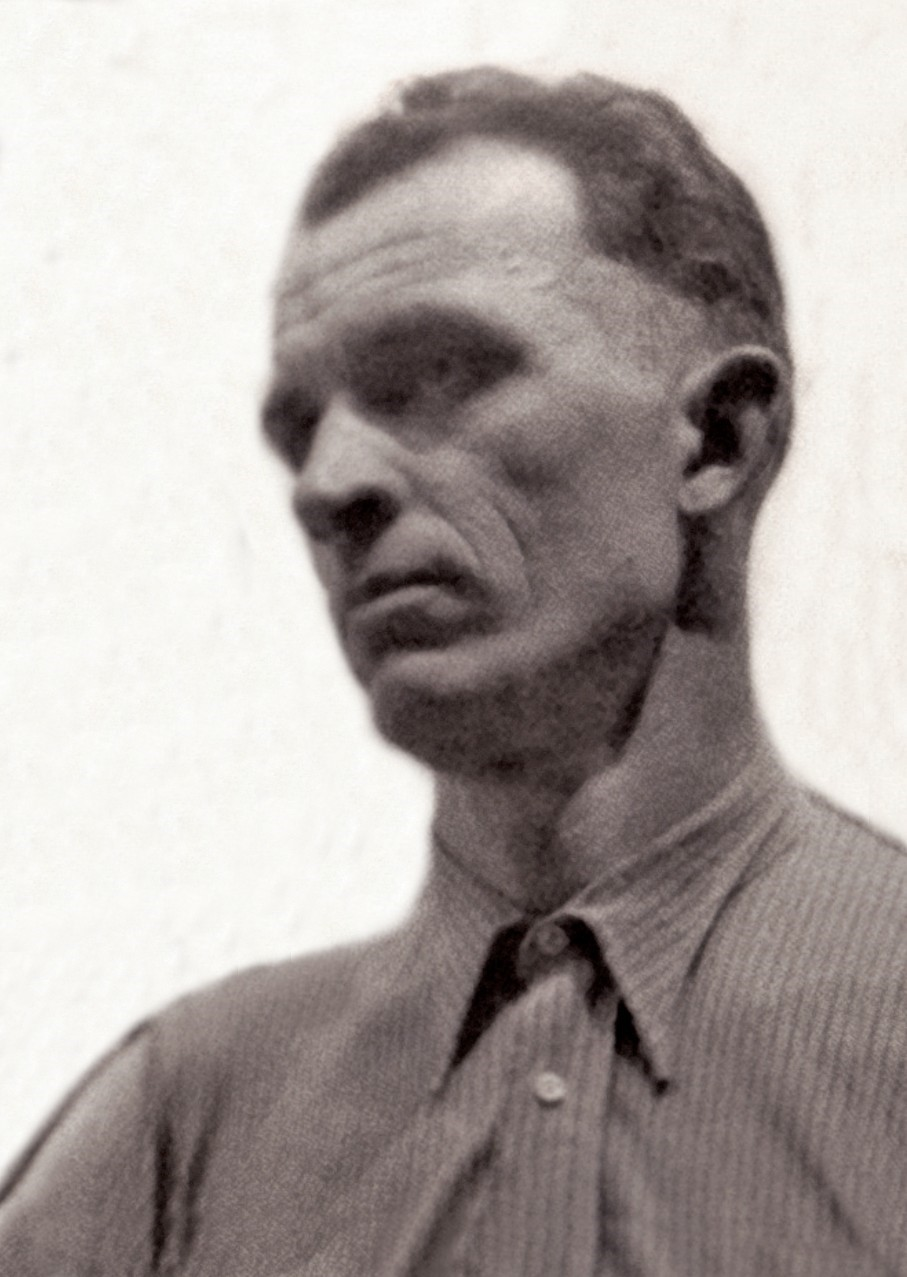
Jaroslav Toufar
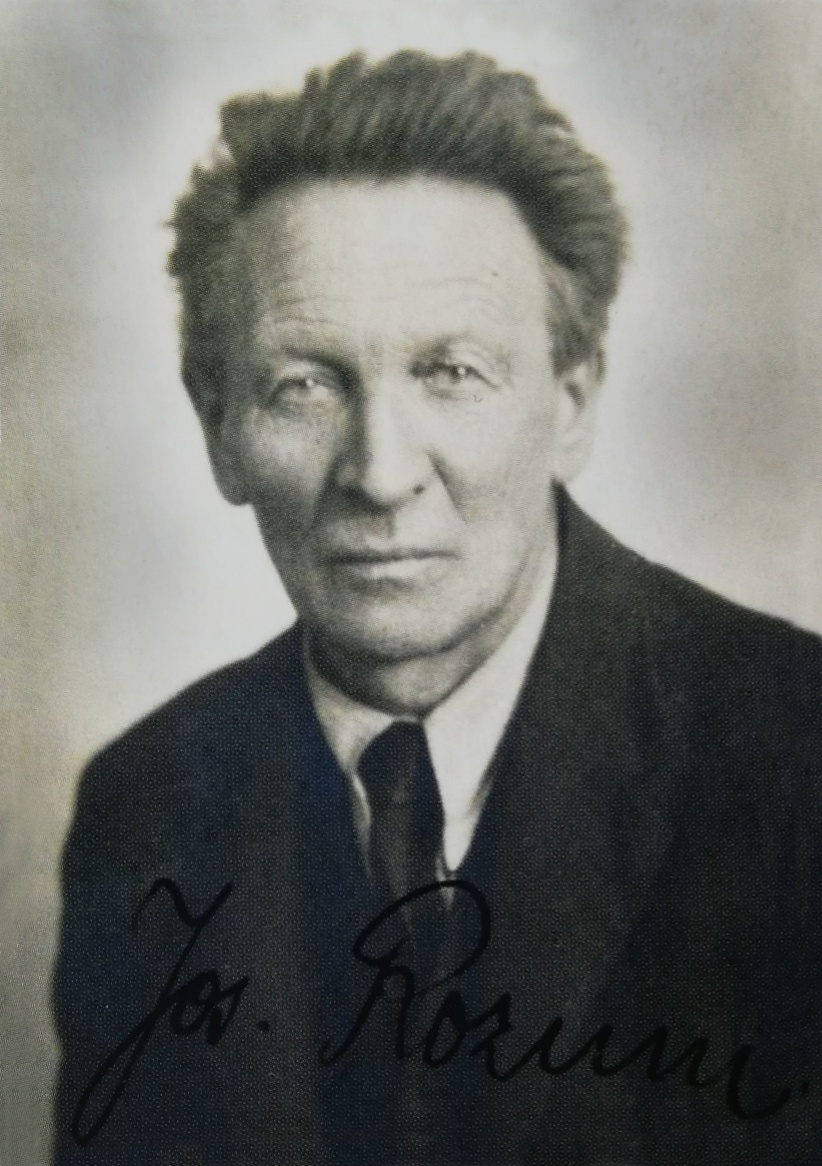
Josef Rozum
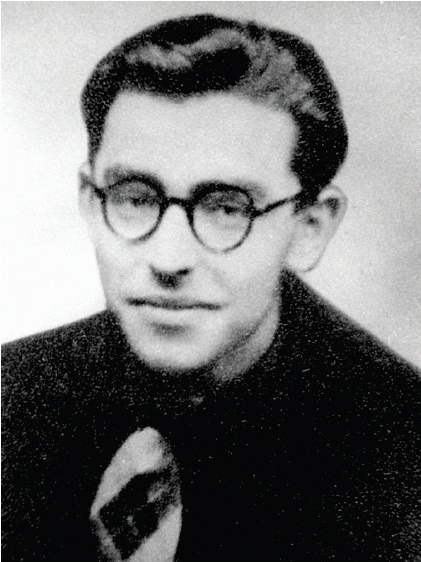
Miroslav Prokop
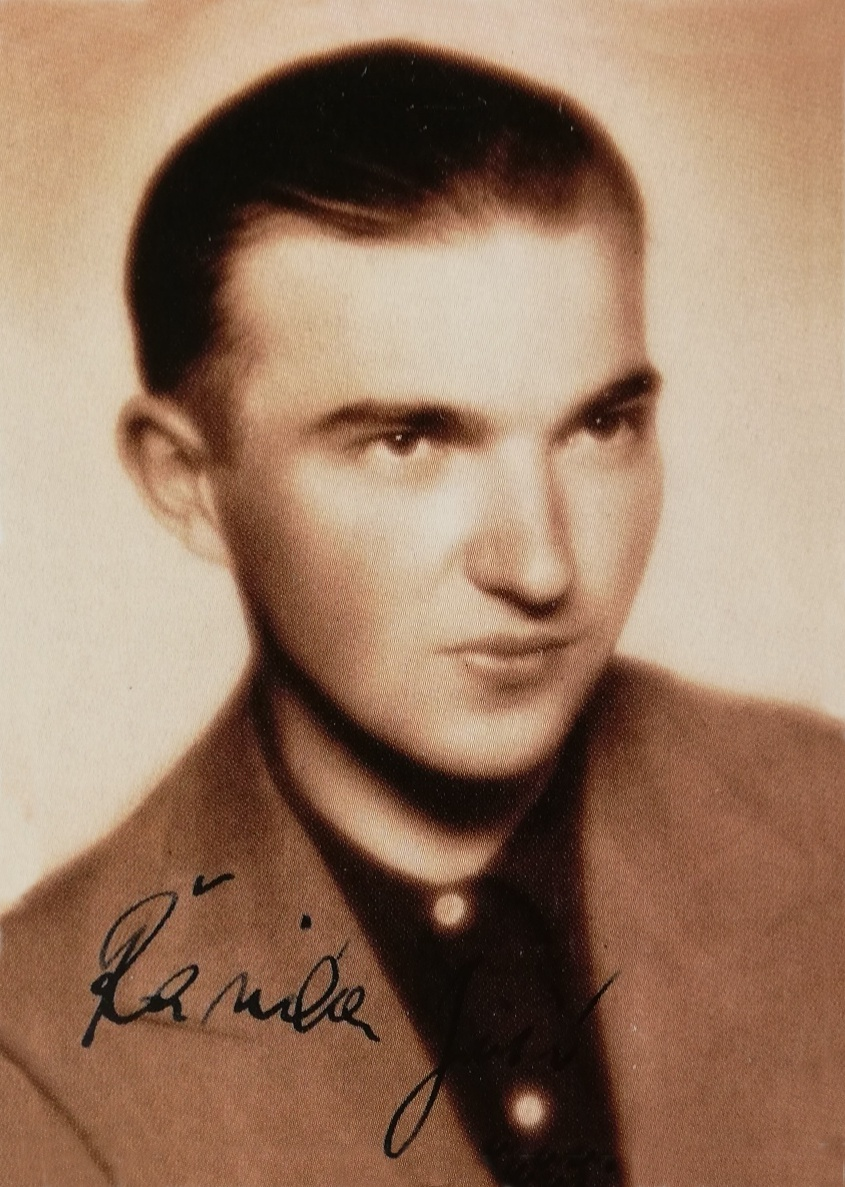
Jiří Řanda
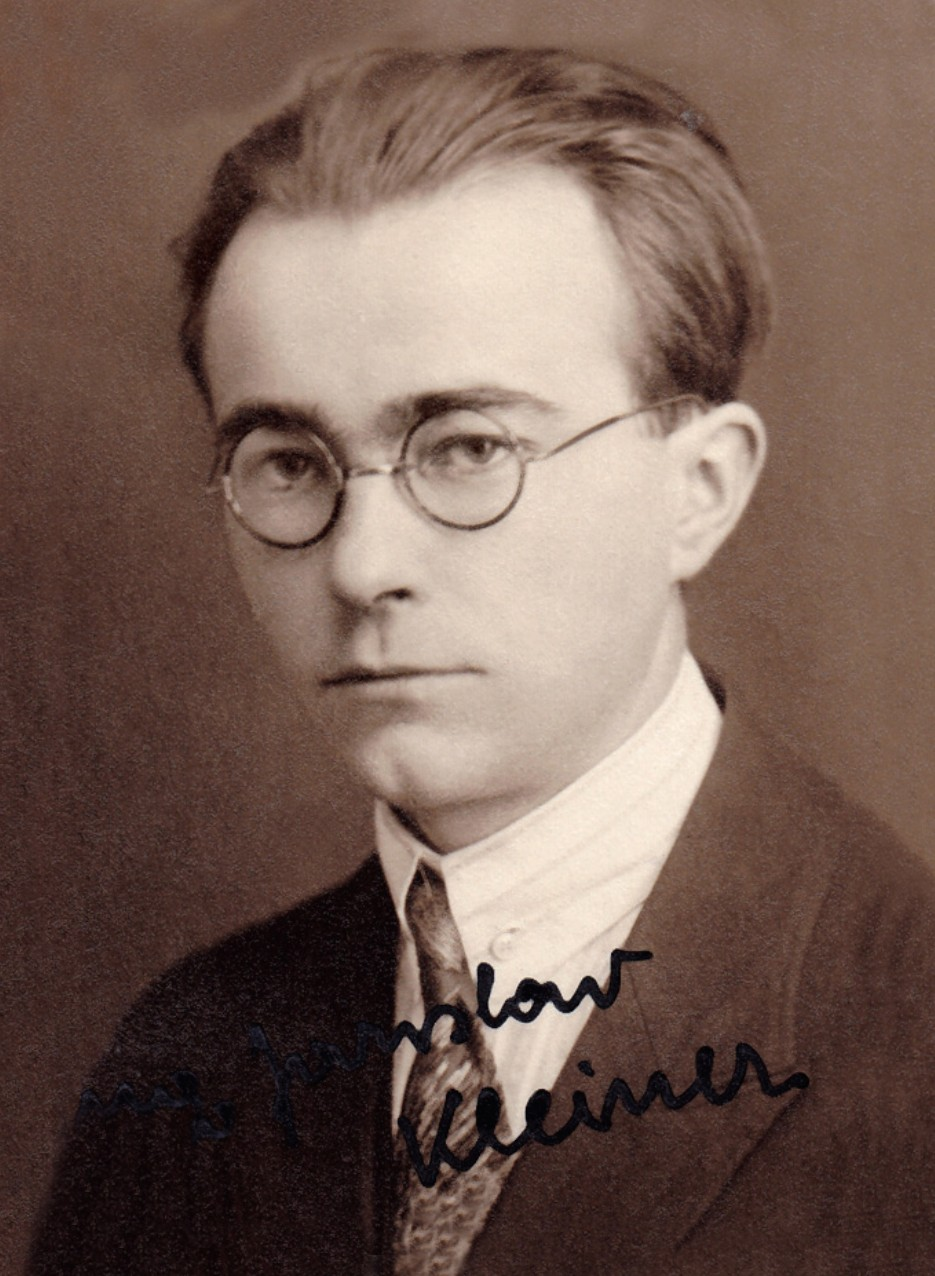
Jaroslav Kleiner
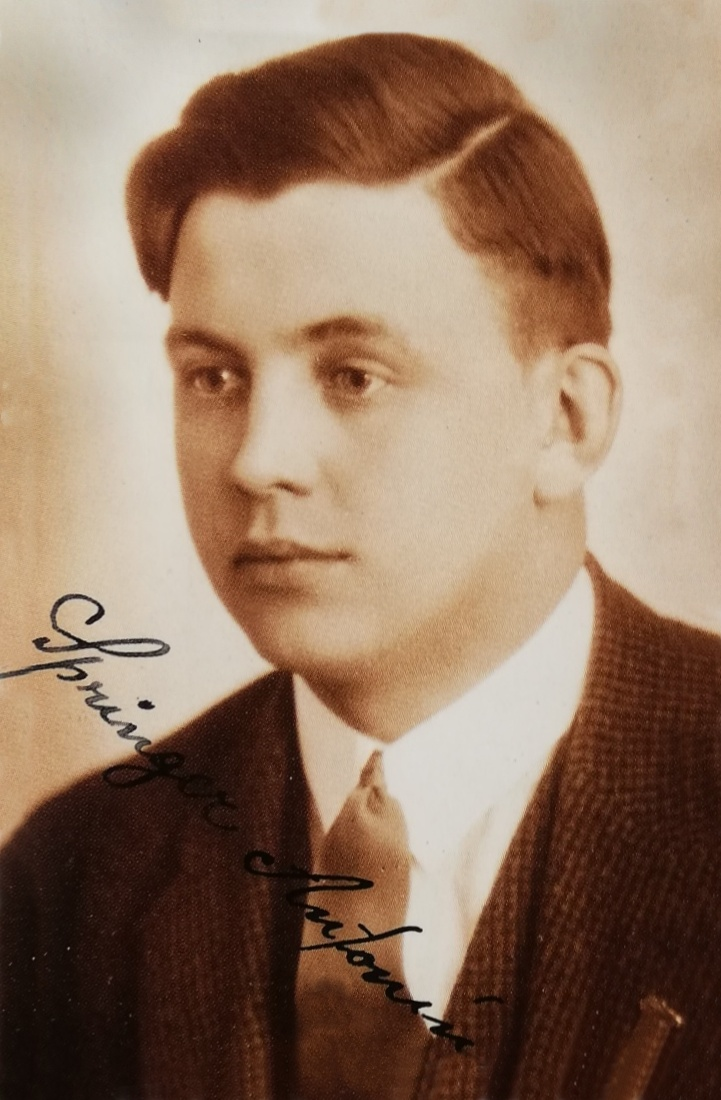
Antonín Springer
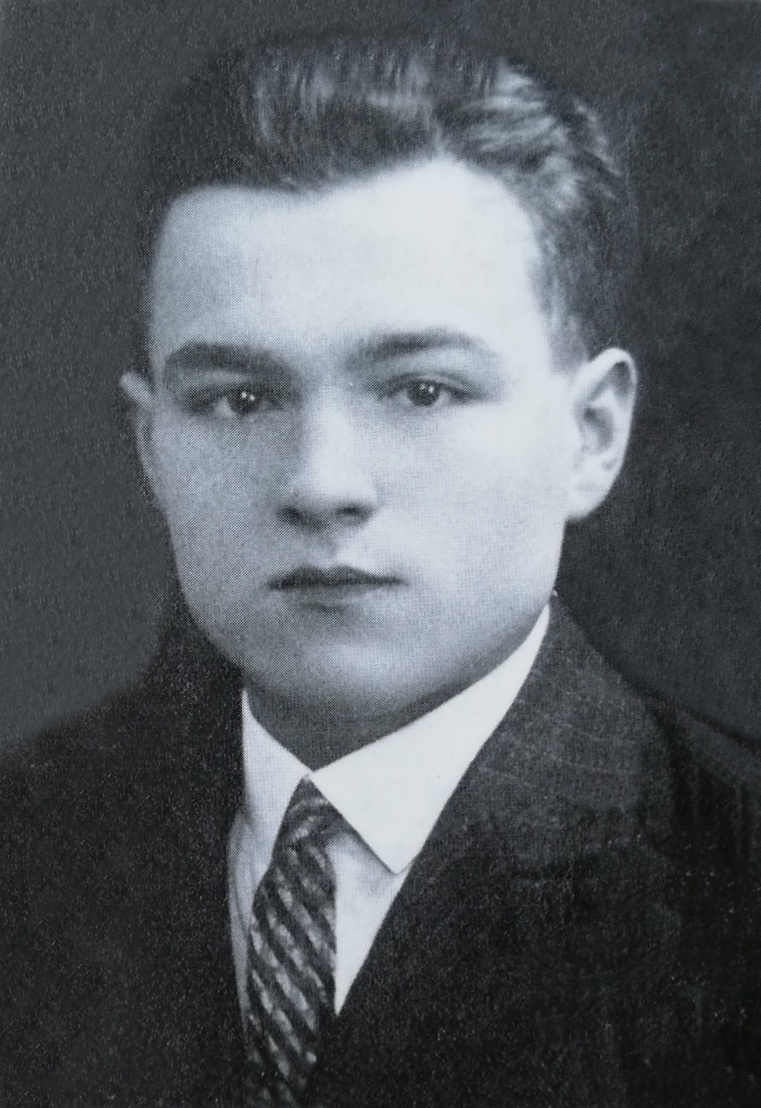
Ludvík Stříbrský
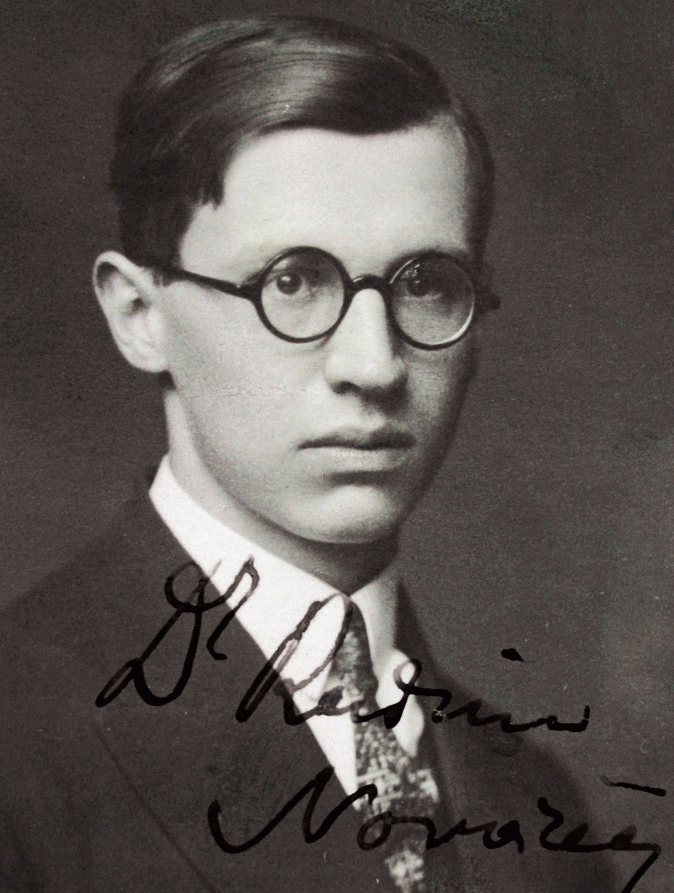
Radim Nováček